# Last Days of Eden
Last Days of Eden ist eine spanische Symphonic-Metal-Band, die 2013 in Asturien gegründet wurde.

## Geschichte
Die Band wurde 2012 zunächst als reines Studioprojekt gegründet. Nach der Veröffentlichung der ersten EP 2014 im Eigenverlag veröffentlichte die Band im November 2015 ihr Debütalbum Ride the World beim Label Pride & Joy Music.
2016 war Last Days of Eden Tour-Support der deutschen Power-Metal-Band Mob Rules, und war unter anderem im Wilhelmshavener „Pumpwerk“ und beim Abschlusskonzert in der Bochumer Diskothek „Rockpalast“ zu sehen.
Vor Veröffentlichung ihres nächsten Albums erschien mit Traxel Mör ein Werk, bei dem ausschließlich folkloristische und klassische Instrumente verwendet wurden. 2018 folgte das reguläre zweite Album Chrysalis.
Am 15. Oktober 2021 erschien das Album Butterflies über das deutsche Independent-Label El Puerto Records. Eine Tour mit Rage folgte.

## Musikstil
Die Band spielt Symphonic Metal im Stile von Nightwish. Ähnlich wie bei deren Veröffentlichungen werden auch Dudelsack und Flöte als eigentlich genrefremde Instrumente verwendet und der Fokus liegt auf dem weiblichen Gesang.

## Diskografie

### Alben
- 2015: Ride the World (Pride & Joy Music; Vertrieb: Edel:Distribution)
- 2017: Traxel Mör (symphonisches Instrumentalalbum, Rock-CD-Records)
- 2018: Chrysalis (Pride & Joys Music; Vertrieb: Soul Music Distribution)
- 2021: Symphonic Chrysalis (symphonisches Instrumentalalbum, Eigenproduktion)
- 2021: Butterflies (Album, El Puerto Records)

### EPs & Singles
- 2014: Paradise (digitale Single, Eigenproduktion)
- 2014: Paradise (EP; Eigenproduktion)